# Julius Roger

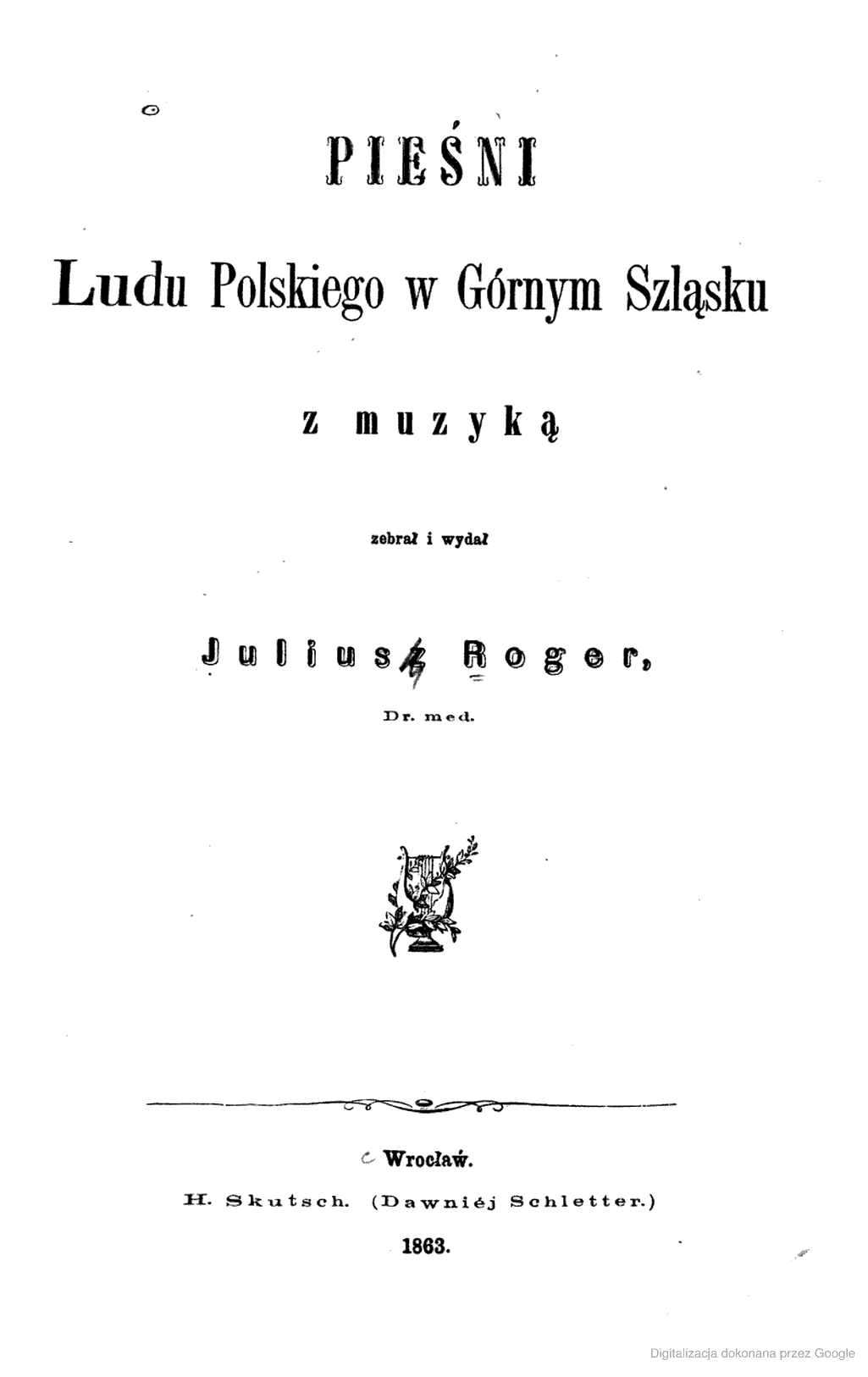
„Pieśni Ludu Polskiego w Górnym Szląsku” wydane we Wrocławiu w 1863 roku.

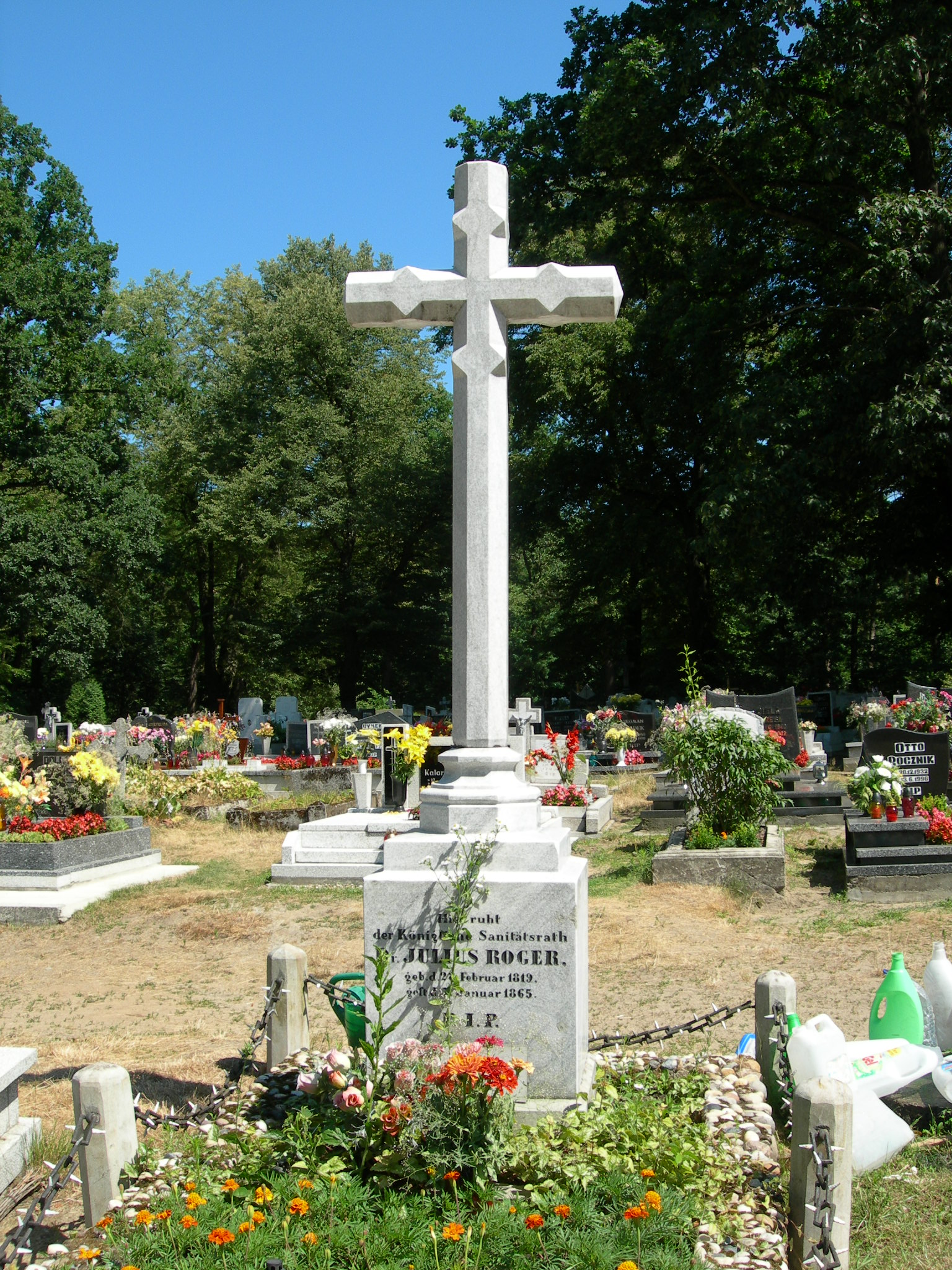
Nagrobek dra Juliusa Rogera ufundowany przez księcia raciborskiego Wiktora I na cmentarzu przy kościele św. Magdaleny w Rudach Wielkich, 2006.

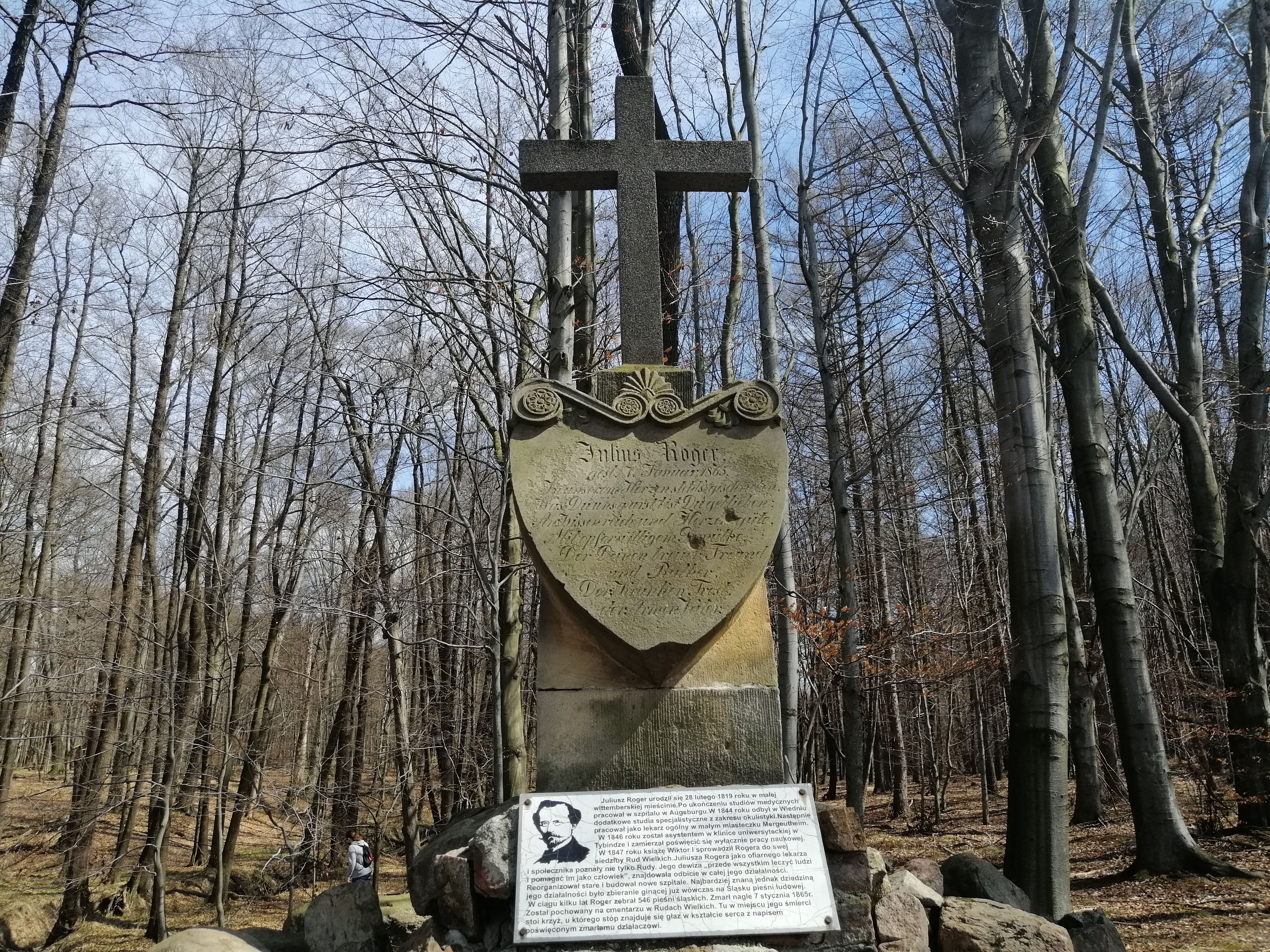
Pomnik w miejscu śmierci w lesie pod Rachowicami.

Julius Roger (ur. 28 lutego 1819 w Niederstotzingen koło Ulm, zm. 7 stycznia 1865 w Rudach) – niemiecki lekarz i przyrodnik, z zamiłowania etnolog, działacz społeczny .

## Życiorys
Urodził się 28 lutego 1819 roku w Niederstotzingen koło Ulm w Niemczech. Studiował filozofię w Monachium i medycynę w Tybindze. W 1843 roku otrzymał dyplom lekarski i rozpoczął karierę zawodową. Na Górny Śląsk trafił w 1847 roku przyjmując posadę lekarza przybocznego księcia raciborskiego Wiktora I. Wkrótce dr Roger otrzymał tytuł Królewskiego Radcy Sanitarnego. Oprócz leczenia rodziny książęcej swoją pracę dzielił między trzy ośrodki: Pilchowice, Rudy Raciborskie i Rybnik. Zainicjował w Rybniku budowę nowego szpitala. Dzieła swojego nie dokończył ze względu na nagłą śmierć w 1865 roku. Szpital jednak powstał w latach 1868–1869 staraniem księcia raciborskiego i z pieniędzy społecznych. Ze względu na osobę wielkiego inicjatora budowy szpital otrzymał imię „Juliusza” („Juliuskrankenhaus”), Nazwa „św.” pojawiła się dopiero w okresie międzywojennym. Szpitalna kaplica jest pod wezwaniem św. Juliusza.
Oprócz leczenia doktor Roger miał również dwie pasje: był przyrodnikiem i zbieraczem pieśni ludowych. Od miejscowej ludności nauczył się języka polskiego i zebrał 546 pieśni, które wydał po polsku w 1863 roku pt. Pieśni Ludu Polskiego w Górnym Szląsku . W książce opracował pieśni śląskie, pod względem folklorystycznym porównując je z pieśniami występującymi w Polsce. Jedną ze zidentyfikowanych wsi, w których zbierał materiały do swojej pracy były Rudy w powiecie raciborskim.
Utrzymywał kontakty z górnośląskimi literatami Józefem Lompą i Pawłem Stalmachem.

## Dzieła
- Roger J. „Pieśni ludu polskiego w Górnym Szląsku”, Wrocław, 1863, [wyd. fototypiczne] Opole 1976, 1991[4]

## Film
- Juliusz Roger stał się bohaterem pierwszego odcinka programu z cyklu „Tajemniczy Śląsk” produkowanego i prowadzonego przez Pawła Poloka, a emitowanego w Telewizji Silesia.

## Upamiętnienie
- Patron Szkoły Podstawowej im. Juliusza Rogera w Sośnicowicach[8]
- Obelisk w miejscu nagłej śmierci Rogera w lesie między Rachowicami a Kozłowem[9]
- Chór im. Juliusza Rogera w Rudach - w 1956 r. decyzją Ministerstwa Kultury i Sztuki nadano rudzkiemu chórowi imię Juliusza Rogera[10]
- W Rybniku w 1871 powstawał szpital jego imienia, Julius Krankenhaus (Szpital Juliusza). Obecnie znajduje się tam Edukatorium Juliusz, prezentujące na interaktywnych stanowiskach, w dawnych salach szpitalnych, zagadnienia z różnych specjalności medycznych (okulistyki, ortopedii, chirurgii itp.)[11].
- Patron Górnośląskiej Nagrody Literackiej „Juliusz” - ogólnopolskiego konkursu na najlepszą biografię, ustanowiony przez Prezydenta Miasta Rybnika
- 31 stycznia 2025 roku odbyła się premiera spektaklu „Juliusz" Teatru Powrotów w reżyserii Mateusza Zbigniewa Suchana w Powiatowej i Miejskiej Bibliotece Publicznej w Rybniku[12]. Spektakl jest oparty na motywach biografii Juliusa Rogera.